# Monopatí de carrer
El  monopatí de carrer (en anglès, skateboarding) és un esport que consisteix a lliscar sobre una taula amb rodes realitzant diversos trucs elevant la taula del sòl i fent figures i piruetes en l'aire, ja sigui al carrer o en els skateparks. L'skate o monopatí és una taula de fusta plana i doblegada lleugerament pels extrems que té dos eixos (trucks) i quatre rodes, i amb dos rodaments en cadascuna de les rodes.
Està relacionat amb el surf, amb la cultura de carrer i amb l'art urbà. En les competicions existeixen dues categories (o més): street (estil de carrer) i vert (rampa).
El 3 d'agost de 2016, el Comitè Olímpic Internacional va aprovar la incorporació de l'skateboarding per als Jocs Olímpics d'Estiu de 2020 de Tòquio.

## Estils

### Freestyle
Probablement l'estil més antic de l'skateboarding, es va desenvolupar amb l'ús dels monopatins com a mitjà de transport a la dècada de 1960. Les competicions professionals d'estil lliure sovint implicaven música i coreografia i se centraven en la fluïdesa i l'habilitat tècnica. L'estil va canviar significativament amb la introducció dels olis i altres trucs a la dècada de 1980 i la introducció de d'obstacles.

### Vert
El vert s'origina en muntar monopatins a les piscines buides durant la dècada de 1970. Els patinets es mouen de l'horitzontal (a terra) a la vertical (en una rampa o una altra inclinació) per fer trucs (vert). Els skaters solen instal·lar rodes de 55 mm (o més grans) i taules més amples per a més estabilitat.

### Carrer
El patinatge de carrer implica l'ús d'obstacles urbans com les escales i els seus passamans, jardineres, sequies de drenatge, bancs de parc i altre mobiliari urbà. Els patinadors fan trucs voltant, o per sobre d'aquests obstacles. Els skaters solen instal·lar les seves taules amb rodes de 55 mm (o més petites) i taules més estretes per fer que la taula giri i giri més ràpid i per facilitar la realització de trucs.

### Parc de patinatge

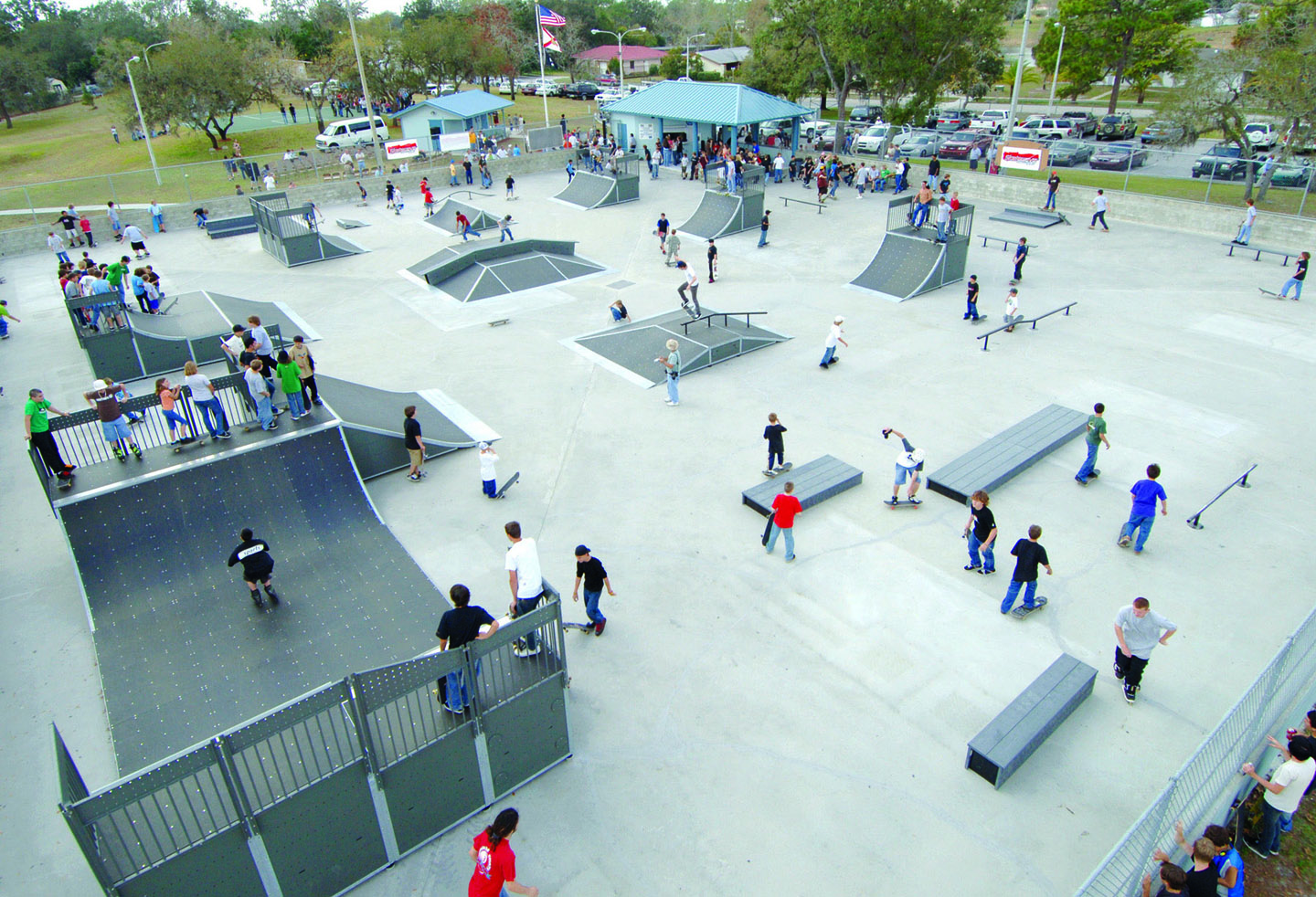
Parc de patinatge

L'skateboarding al parc inclou una varietat de subestils adoptats per aquells que munten monopatins als parcs de patinatge dissenyats específicament. La majoria dels skateparks combinen halfpipes i quarterpipes amb altres funcions de skateboard "vert", així com obstacles "de carrer", com ara escales, cornises i baranes. La integració d'aquests elements produeix una experiència de patinatge diferent.

### Cruising
El cuising tracta d'anar el més ràpid possible per rampes i skateparks, o per zones urbanes generals, sense trucs i durant el major temps possible sense aturar-se ni tocar superfícies. Els skaters d'aquesta categoria sovint utilitzen "cruisers" que generalment són més amples i tenen rodes de goma. El cruisers, de la mateixa manera que el monopatí de descens, s'utilitza sovint per al transport. Aquest estil és una opció per als patinadors que volen alguna cosa entre el longboard i l'skate.

### Descens
El monopatí de baixada sense competició és un dels estils més antics de patinatge i va ser popular a principis dels anys setanta. Les longboards originals eren llargues com esquís de neu.

## Història
El sorgiment d'aquest esport es troba a Califòrnia entre la dècada de 1960 i la dècada de 1970, època en la qual els esports extrems com el surf gaudien d'un gran auge mundial. El motiu principal de la creació de l'skateboarding es basa en l'adaptació de la taula de surf al terra per aquells dies en què l'oratge impedia surfejar.
Els primers dissenys consistien en un tros de fusta qualsevol alterat amb rodes de patins. L'any 1972 es van començar a fabricar skateboards amb una tecnologia més avançada i específica per a aquesta modalitat, a la vegada que es va fer palès l'interès de revistes (Life va dedicar-li una portada l'any 1965) i mitjans de comunicació per l'skateboarding. Els materials de fabricació consistien en ferro suau, de poca resistència, fusta i cautxú. En 1963, a Hermosa Beach, va tenir lloc el primer campionat de skateboarding, fet que va multiplica el nombre de skaters, i el 1965 es van organitzar els primers campionats internacionals.

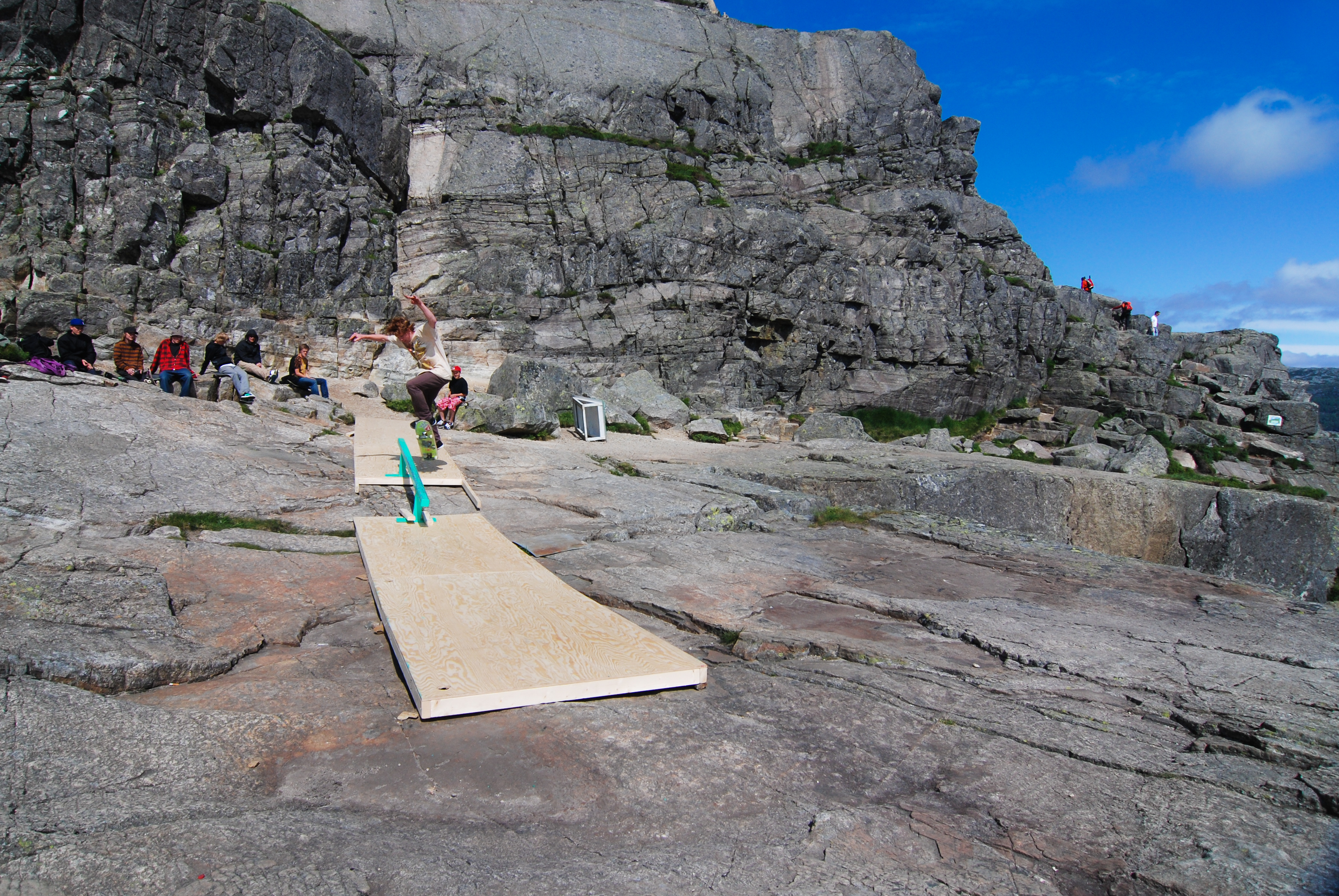
Patinadors a Preikestolen

L'any 1975 l'skateboarding ja estava estès per tots els EUA, i a començament dels anys 1980 s'havia expandit per cada racó del món. El jovent se'l va fer seu, igual que l'espai públic, ja que aquest és el lloc idoni per poder-lo practicar.
El 7 de juliol de 1979 es va construir un dels primers skateparks d'Europa a Arenys de Munt fins que l'ajuntament va colgar-lo el 1984. L'skatepark va tornar a veure la llum l'any 2012 mercès a la iniciativa i l'esforç d'un grup de patinadors que van decidir desenterrar-lo.
L'any 2015, amb motiu del pas de la Street League Skateboarding pels Països Catalans, es va construir a Badalona l'Skate Agora, un skatepark de 4.683 m2 que ha esdevingut un centre de tecnificació i alt rendiment per a preparar els esportistes per als Jocs Olímpics d'Estiu de 2020 de Tòquio.

## Trucs de skateboarding

### Ollie
És el truc bàsic de l'skateboarding del qual deriven gairebé tots els altres. Consisteix a saltar amb la taula sense prendre-la amb les mans. Per realitzar-ho se segueixen els següents passos:
- Es col·loca un peu darrere dels primers 4 cargols de la taula i l'altre en la punta posterior o tail.
- Es pren impuls per saltar, se li dona un cop sec (pop) al tail i s'aixeca el peu amb què piques el tail tot fent un salt i llisques el peu davanter, que estava al centre de la taula, cap als cargols davanters (raspant perquè quedi igualada la taula i no caure amb la part de davant abans que amb la de darrere), alhora que saltes per elevar la taula.
- Estant en l'aire, es pugen els peus, flexionant els genolls si es vol una altura major.
- S'aterra en el sòl amb els genolls flexionats per a esmorteir la caiguda, tractant que la taula caigui horitzontalment i absorbint l'impacte.
- Per a guanyar confiança pots subjectar-te d'un barana per mantenir l'equilibri.

### Fakie ollie
El fakie ollie és el mateix truc que l'ollie, però té una petita diferència, ja que en comptes d'avançar cap endavant s'avança cap endarrere, i es realitzen els mateixos passos que s'han de fer per fer un ollie.

### Nollie
El nollie és un truc molt similar l'ollie però més complicat. Es tracta d'elevar la taula però trepitjant el nose (punta davantera) amb el peu d'endavant (el que uses per raspar) per exemple: si ets regular (peu esquerra davant), poses el teu peu esquerra en el nose i el dret l'uses per raspar, i si ets goofy (peu dret davant) ho fas a la inversa.

### Trucs de terra, flatground o flip tricks
Els trucs de terra, flatground o flip tricks, són els més practicats, són aquells que es fan sobre una superfície llisa i necessiten poc espai, tals com el pogo, el railstand o l'street. Consisteixen en set trucs bàsics havent-hi variants i combinacions entre ells:
- Ollie.

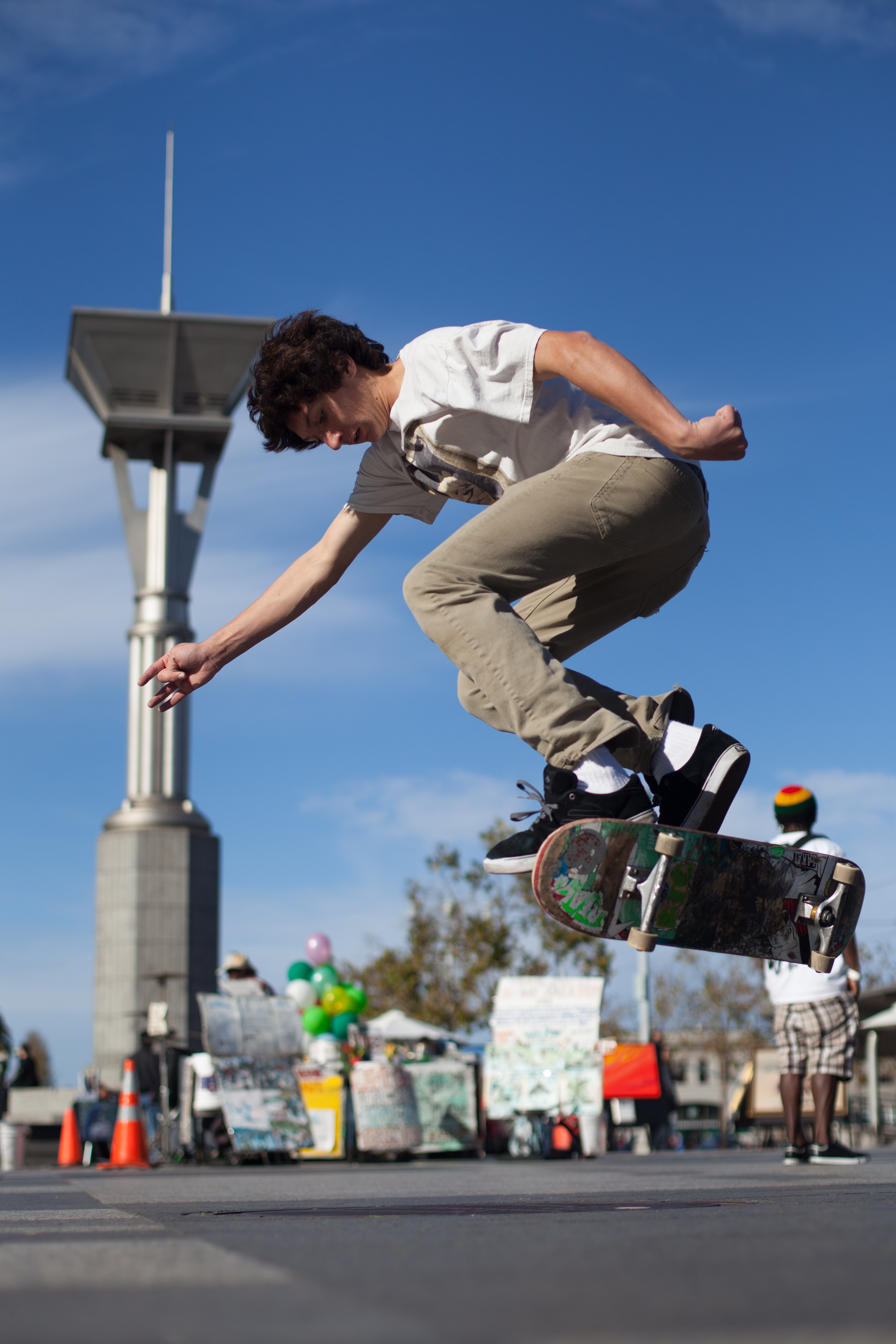
Heelflip

- Shove-it: té dues variants, el shove-it, i el pop shove-it. El primer consisteix a girar la taula 180 graus cap a davant lliscant-la sobre el terra i caient sobre ella. El segon és botar la taula contra el sòl i fer el mateix gir.
- Shove-it exchange: consisteix en el mateix que el shove-it però fent el gir cap enrere i també té les dues variants.
- Frontside o frontside 180: consisteix a donar un gir de 180 graus girant cap enrere de manera que es vegi la part frontal del teu cos si et veuen de cara.
- Backside o backside 180: és el mateix que el frontside però donant l'esquena si et veuen de cara.
- Kickflip: consisteix a fer amb el monopatí un gir de 360° al llarg de l'eix cap enrere.
- Heelflip: és el mateix que el kickflip però fent el gir cap endavant.
- Varial Flip: se li afegeixen als girs anteriors un gir de 180° de la taula.
- 360 flip: consisteix a fer un gir de kickflip combinat amb un shove-it de 360 graus
- Caballerial: consisteix a anar de fakie i fer un ollie i 360° de gir.
- Flip 540: consisteix a tirar un flip 360, afegint-li 180° (per això es diu 540, perquè la taula gira 540°).

### Trucs de lip, stall o encaix

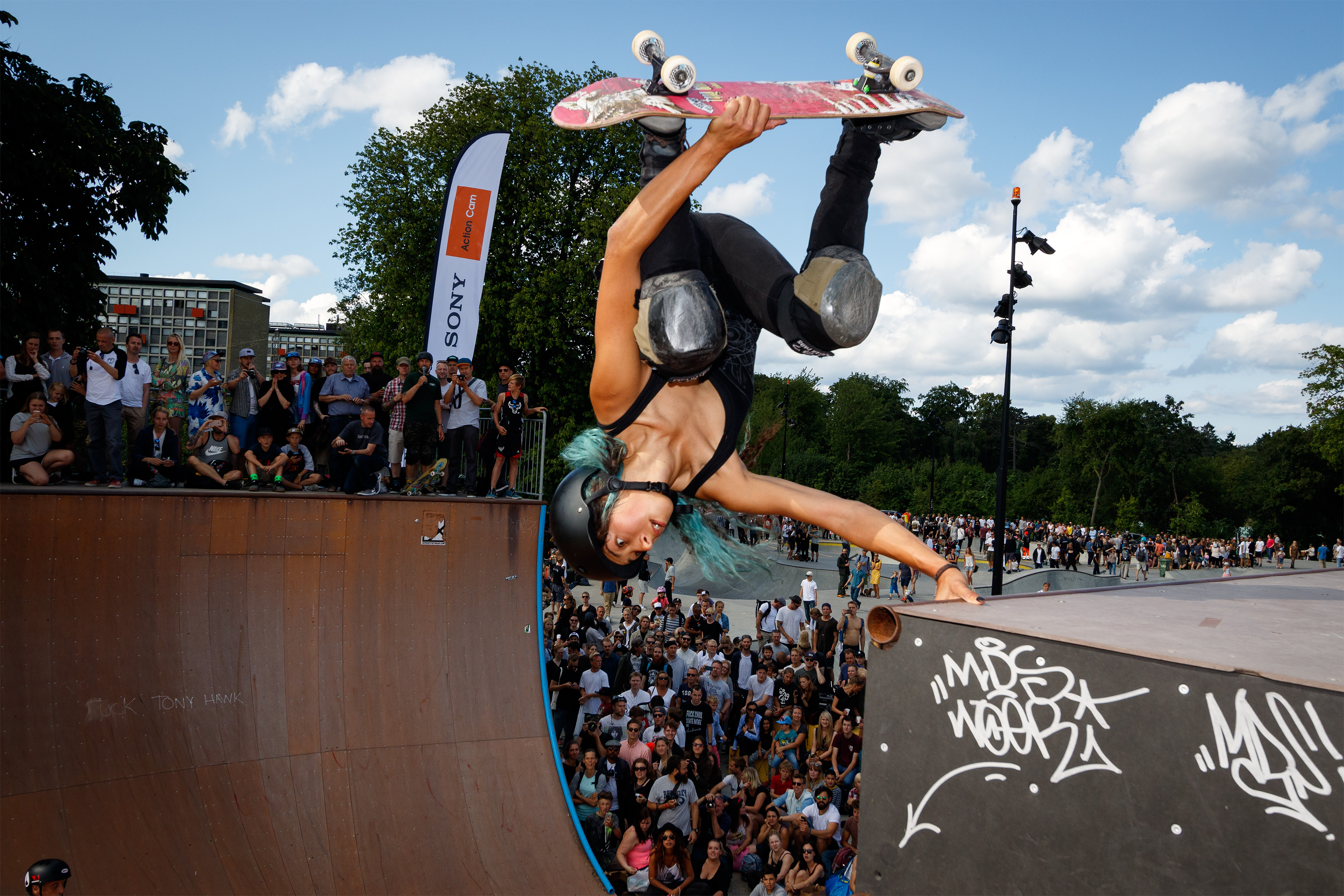
Lizzie Armanto

Són els realitzats en les vores de les rampes. Els trucs de lip, stall o encaix consisteixen a col·locar-se en la vora d'un quarter pipe, un half-pipe, una piscina o un bowl. Bàsicament consisteixen a pujar una part de la taula o realitzar algun tipus de parada a la vora.
El nosestall consisteix a clavar el nose de la taula i mantenir l'equilibri en aquesta posició. Els footplants consisteixen a parar-se en la vora del quarterpipe o del bowl com el boneless, que consisteix a parar-se amb un sol peu mentre l'altre el mantens darrere teu. Altres variants dels lipslides són els handplants i inverts. L'invert que és agafar-te amb una sola mà mentre mantens els peus en la taula totalment cap per avall.
Aquests trucs intenten mantenir l'equilibri sobre el coping (el grind que tenen els quarter pipes, els half-pipes, etc) i són els que normalment es veuen en l'skateboarding de rampa, com l'axle stall (encaixar tots dos trucks), el rock 'n' roll (el centre de la taula), el noseblunt (realitzar un contragir i equilibrar el nose amb el truck gairebé verticalment), el blunt (el mateix solament que executat amb el tail), els hand plants (mantenir-se en equilibri amb una o dues mans en diferents posicions), entre d'altres.

### Trucs de skate street
- 50-50 o fifty-fifty: són els trucs on els eixos (trucks) passen sobre una vora (sigui una barana, una base, una vora metàl·lica, etc.) com per exemple el boardslide, lipslide, noseslide, tailslide, feeblegrind, nosegrind, etc. Els trucs realitzats amb tots dos trucks reben el nom de 50-50, amb el truck posterior raspant l'obstacle i el truck davanter elevat rep el nom de 5-0.
- Lip: són els realitzats en els copings (les vores metàl·liques dels half-pipes). En aquests trucs s'intenta mantenir l'equilibri sobre el coping el màxim de temps possible en una determinada postura.
- Grab: són els trucs que es realitzen en l'aire, en els quals agarrem la taula amb la mà, depenen per on l'agarres i de la postura que portes. El truc on se salta i s'agarra en l'aire la part central de la taula rep el nom de Melongrap.
- Flip o kickflip: consisteix a girar la taula en 360° al llarg de l'eix de l'skate cap enrere.
- Heelflip: consisteix en el mateix que un kickflip, només que gira en el sentit contrari i s'executa lliscant el taló. Sol ser més difícil que el kickflip.
- Flip 180: aquest truc consisteix a fer un kickflip al mateix temps que es fa un gir de 180° del cos i la taula en la mateixa direcció. Existeix flip 180° frontside i flip 180° backside, cadascun té la seva pròpia tècnica i grau de dificultat.
- 360 flip: és fer un 360 shove-it, ajuntant-lo amb un kickflip.
- Pop shove-it: és un truc molt senzill, consisteix en menar la taula cap endavant uns 180 graus. Si són més graus rebrà el nom de 360 pop shove-it.
- FS Pop shove-it: consisteix a menar la taula 180 graus al contrari del pop shove-it, cap enrere.
- 360 pop shove-it: es posa un peu enrere dels cargols i l'altre en el tail. El que s'ha de fer és donar un cop sec al tail (pop) i donar una puntada cap a davant per fer un 360 pop shove-it.
- Impossible: és un truc molt complex d'executar. Consisteix a fer l'ollie i amb el peu posterior fer-li fer un gir arrossegant la taula pel voltant del peu i tornar a caure després que la taula faci com una tombarella una mica inclinada cap a l'exterior (creat per Rodney Mullen).
- Bigspin: és una mescla d'un 360 pop shoveit i un 180 de spin.
- Frontside 180: consisteix a girar 180 graus la taula cap enrere, però el moviment ha d'anar acompanyat amb el moviment de la persona.
- Backside 180: consisteix a girar 180 graus la taula cap a davant, però el moviment ha d'anar acompanyat amb el moviment de la persona.
- Laser flip: aquest truc consisteix en la combinació d'un 360 FS pop shove-it i un heelflip. S'assembla al 360 flip però aquest és cap enrere.
- HalfCab (Half Caballerial): Consisteix a anar de fakie i girar a Backside 180 Ollie.
- HalfCab Flip: igual que el HalfCab consisteix a anar de fakie i girar a Backside 180 ollie, però aquesta vegada has de raspar a Kickflip girant a Backside 180 Ollie.
- FullCab o Caballerial: consisteix a anar de fakie i girar a backside 360.
- Dolphin o Forward Flip: consisteix en executar un flip lliscant el peu davanter directament cap al nose de la taula, de manera que la taula realitza un flip a la vegada que mitja volta vertical.
- Dragon flip: consisteix a fer un dolphin flip però la taula ha de realitzar un volta completa vertical.

## Música i skate
Hi ha moltes bandes que representen i fomenten la cultura skater, entre les quals destaquen Millencolin, Blink-182, Massacre, Delmar, Carajo, Leghost,, Limp Bizkit, P.O.D., Suicidal Tendencies, NOFX, Lagwagon i Pennywise, entre d'altres. Àdhuc hi ha un subgènere anomenat Skate punk.